# Лифшиц, Владимир Александрович
Влади́мир (Вольф) Алекса́ндрович Ли́фшиц (23 октября [5 ноября] 1913, Харьков — 9 октября 1978, Москва) — советский писатель, поэт, драматург, сатирик, сценарист.

## Биография
Родился 23 октября (5 ноября) 1913 года в Харькове. Сын врача (впоследствии доцента кафедры физиологии Военно-медицинской академии), полковника медицинской службы Александра Владимировича (Ошера Вольфовича) Лившица (1892, Стародуб — 1960, Ленинград) и врача, майора медицинской службы Ревекки Ильиничны (Гильевны) Белкиной (1888—1960). Семья часто переезжала — Костобобр, Ростов-на-Дону, подмосковное Петровское, Москва. В Москве в школе учился в параллельных классах и был дружен с будущим известным лётчиком Марком Галлаем. С 1926 года — в Ленинграде.
Окончив девятилетку, поступил в Ленинградский финансово-экономический институт, который окончил в 1933 году. Был рекомендован в аспирантуру, но как не имеющий стажа распределен в Иркутск, экономистом Промбанка. Не отработав и года, самовольно прервал работу и вернулся в Ленинград.
Первая публикация — в 1934 году; выступал главным образом как автор стихотворений для детей. Работал литературным консультантом в ленинградском журнале «Звезда». Член СП СССР с 1939 года.
В 1941 году пошёл в народное ополчение, участник Великой Отечественной войны. Член ВКП(б) с 1942 года. Был заместителем командира стрелкового батальона по политчасти на Ленинградском фронте. В сентябре 1944 года ранен в бою, демобилизован в звании майора.
С конца 1940-х годов жил в Москве.
Выпустил около 30 книг стихов. Автор текстов песен ко многим известным советским кинофильмам, в том числе «Девушка без адреса», «Карнавальная ночь» («Песня о влюблённом пареньке», «Пять минут», «Таня-Танечка»), «Сказка о потерянном времени» и другим.
В 1948 году подвергся жестокой официальной критике. 

Могила супругов Лифшиц на Переделкинском кладбище

Умер 9 октября 1978 года в Москве на 65-м году жизни. Похоронен на Переделкинском кладбище.

## Семья
- Первая жена — Ася Михайловна Генкина (1908—1999), детская поэтесса.
  - Сын — Лев Лосев (1937—2009), поэт, филолог.
- Вторая жена — Ирина Николаевна Кичанова-Лифшиц (1918—1999), книжный график.

## Творчество
Большой популярностью пользовались его стихи «Баллада о чёрством куске», «Датская легенда» и цикл «Стихи Джемса Клиффорда», в котором под маской вымышленного английского поэта была высказана правда о войне и о жизни в тоталитарном обществе. Широко известны были его сатирические стихи, появлявшиеся в «Литературной газете» под именем «Евгений Сазонов» (коллективный псевдоним).
«Его пародии свидетельствуют о чувстве юмора, аналитическом взгляде на вещи и глубоком чувстве языка. Десятилетиями приспосабливаясь к партийности, он в возрасте 60-ти лет всё же прорвался к истине: под покровом переводов из Клиффорда Лифшиц нашёл подлинные поэтические образы, чтобы сказать о заурядности мышления, насильственного усреднения духовной жизни.» Вольфганг Казак
Стихотворение «Квадраты» было положено на музыку Михаилом Борзыкиным и вошло в альбом «Дежавю» (2009) группы «Телевизор».

## Награды
- орден Отечественной войны II степени (04.05.1944[4])
- медаль «За оборону Ленинграда»[4]
- другие награды

## Сочинения

### Стихи
- Долина, 1936
- Баллада о блокноте, 1938
- Аист, 1938
- Республиканцы, 1938
- Сабля Чапая, 1939
- Баллада о чёрством куске, 1942
- Миллион братьев: Стихи. — Л.: Огиз. Госиздат, 1943. — 44 с.; 10 000 экз.
- Вот они какие, 1956
- Весёлый час, 1956
- В шутку и всерьез, 1957
- Исповедь манекена, 1961
- Открытая тетрадь, 1962
- Взлётная дорожка, 1964
- Назначенный день, 1968
- Раздвоение личности, 1969
- Зеленое и розовое, 1973
- Едем, плаваем, летаем, 1976
- Видел сам, 1979
- Невероятное рядом, 1980

### Проза
- На берегах Невы, 1946
- Петроградская сторона, 1947
- Семь дней, 1948
- Была война, 1965

### Издания
- Владимир Лифшиц Назначенный день. — М.: Советский писатель, 1968.
- Владимир Лифшиц. Потехе час. — М.: Советский писатель, 1972. — 152 с. Тираж 20000 экз. Пародии, эпиграммы, шутки.
- Владимир Лифшиц. Избранные стихи. — М.: Советский писатель, 1974. — 176 с. Сборник, изданный тиражом 20 тысяч экземпляров, состоит из пяти разделов: «Перед войной», «Война», «После войны», «Джемс Клиффорд» и «Стихи последних лет».
- Владимир Лифшиц. Лирика. — М.: Художественная литература, 1977. — 207 с. Тираж 25000 экз. Содержит избранные стихи из 12 книг, написанные в период с 1934 по 1974
- Владимир Лифшиц. Ищи ветра в поле. — М.: Детская литература, 1970. — 160 с. Тираж 100000 экз. Стихи и пьесы. Для младшего школьного возраста.